# Mikkel Boe Følsgaard
Mikkel Boe Følsgaard, né le 1er mai 1984 à Rønne, est un acteur danois qui a obtenu l'Ours d'argent du meilleur acteur au festival de Berlin de 2012.

## Biographie
Mikkel Boe Følsgaard est né le 1er mai 1984 à Rønne, au Danemark.

### Vie privée
Il est marié depuis 2016 à Freja Friis. Ils ont deux enfants : Teodor, né en 2013 et Sigrid, née en 2016.

## Carrière
Grâce à son grand-père qui l'accompagne à un casting, il est choisi pour un film télévisé, lorsqu'il est adolescent. On le voit ainsi apparaître en 1997 dans la série télévisée Bryggeren. Il fait partie de la troupe de théâtre de son école secondaire, interprétant des rôles des pièces de Shakespeare. Il termine en 2003 le Gribskov Gymnasium d'Helsinge en section mathématiques.
C'est en 2008 qu'il commence ses études théâtrales à la Statens Teaterskole de Copenhague qu'il termine en avril 2012.
Pendant ses années d'études, il monte sur scène en 2010 au théâtre de Nørrebro dans une adaptation de l'œuvre de Stieg Larsson, Les Hommes qui n'aimaient pas les femmes et au théâtre de Grønnegårds dans Melampe.
On le voit aussi en 2011 dans la série policière germano-danoise Traque en série. Il travaille également comme doubleur.
Sa carrière internationale débute en 2012 avec son rôle du roi Christian VII de Danemark dans le film de Nikolaj Arcel, Royal Affairqui obtient en 2012 l'Ours d'argent du meilleur scénario au festival de Berlin et pour lequel il obtient l'Ours d'argent du meilleur acteur.
En 2015, il est présent dans le film Les Oubliés de Martin Zandvliet, ainsi que dans Rosita et Été 1992.
Entre 2018 et 2020, il apparaît dans la série Netflix The Rain, où il interprète le rôle de Martin.
En 2022, il interprète le rôle de Asger Holm Kirkegaard, représentant du Danemark au Groenland, dans la saison 4 de Borgen.

## Filmographie

### Cinéma

#### Longs métrages
- 2012 : Royal Affair (En kongelig affære) de Nikolaj Arcel : Roi Christian VII
- 2013 : Les Enquêtes du département V : Miséricorde (Kvinden I Buret) de Mikkel Nørgaard : Uffe Lynggaard
- 2015 : Les Oubliés (Under sandet) de Martin Zandvliet : Lieutenant Ebbe Jensen
- 2015 : Rosita de Frederikke Aspöck : Johannes
- 2015 : Été 1992 (Sommeren '92) de Kasper Barfoed :
- 2016 : A Serious Game (Den allvarsamma leken) d'Hjalmar Söderberg : Carl Lidner
- 2016 : Fuglene over sundet de Nicolo Donato : Jørgen
- 2017 : Walk with Me (De standhaftige) de Lisa Ohlin : Thomas
- 2017 : Du forsvinder de Peter Schønau Fog : Le procureur
- 2017 : Den bedste mand de Mikkel Serup : Jørgen Hansen
- 2020 : A perfect family (En helt almindelig familie) de Malou Reymann :
- 2020 : Vores mand i Amerika de Christina Rosendahl
- 2023 : Ehrengarde Forførelsens kunst  de Bille August : Cazotte

#### Court métrage
- 2017 : Kein Problem de Magnus Millang : Nicolaj

### Télévision

#### Séries télévisées
- 1997 : Bryggeren : Carl
- 2011 : Traque en série (Den som dræber) : Oleg
- 2013 : Dicte : Cato Vinding
- 2014 - 2017 : Les Héritiers (Arvingerne) : Emil Grønnegaard
- 2018 - 2020 : The Rain : Martin
- 2018 : Selfiestan : Sandy
- 2021 : Octobre : Mark Hess
- 2022 : Borgen - Une femme au pouvoir (Borgen) : Asger Holm Kirkegaard
- 2024 : Le Comte de Monte-Cristo de Bille August

## Théâtre
- 2010 : Melampe : Sganerel, Théâtre de Grønnegårds
- 2010 : Metamorphoser, Statens Teaterskole de Copenhague
- 2010 : L'Homme qui n'aimait pas les femmes (Mænd der hader kvinder), Théâtre de Nørrebro
- 2012 : Roméo et Juliette : Mercutio